# Жванова, Констанция
Конста́нция Жва́нова (пол. Konstancja Żwanowa, в девичестве — Цихоцкая (пол. Cichocka); 1768 год, Варшава — 15 июня 1844 года, Дольск) — внебрачная дочь польского короля и князя литовского Станислава II Августа Понятовского от княгини Магдалены Агнешки Любомирской.

## Биография
Вместе с младшим братом Михалом была воспитана варшавскими купцами Петром и Доротой Петерсовыми. Сначала называла себя Ружицкой, а потом взяла фамилию своих опекунов.
1 мая 1778 года вместе с братом крестилась в приходе святого Андрея в Варшаве с фамилией Цихоцкой.
Мать Констанции помогала ей и Михалу деньгами до её смерти в 1780 году.
19 января 1783 года в приходе святого Андрея в Варшаве Констанция вышла замуж за полковника Кароля Жвана. В 1792 году Констанция родила сына Казимира, будущего полковника и художника. Однако этот брак закончился разводом.
В 1810 году стала крёстной матерью Констанции Гладковской, будущей юношеской любви композитора Фридерика Шопена.
Констанция Жванова умерла 15 июня 1844 года в Дольске на Волыни, а похоронили её 17 июня того же года на приходском кладбище в Турийске.